# Marc Gini
Marc Gini (Castasegna, 8 novembre 1984) è un ex sciatore alpino svizzero specialista dello slalom speciale.
È fratello di Sandra, anche lei sciatrice della nazionale svizzera.

## Biografia

### Stagioni 2000-2009
Slalomista puro originario di Bivio attivo in gare FIS dal febbraio del 2000, Gini ha esordito in Coppa Europa il 27 novembre 2002 a Levi e in Coppa del Mondo il 5 gennaio 2003 a Kranjska Gora, senza qualificarsi per la seconda manche. Il 20 gennaio 2005 ha colto a Mellau il suo primo podio in Coppa Europa (3º) e il mese dopo ha debuttato ai Campionati mondiali, ma nella rassegna iridata di Bormio/Santa Caterina Valfurva non ha completato la prova.
Il 4 dicembre 2005 a Beaver Creek ha ottenuto i primi punti in Coppa del Mondo (22º) e il 16 marzo 2006 ha vinto a Panorama la sua prima gara di Nor-Am Cup; nella stagione successiva ha preso parte ai Mondiali di Åre, nuovamente senza finire la gara. L'11 novembre 2007 a Reiteralm ha colta l'unica vittoria, nonché unico podio, in Coppa del Mondo, mentre nemmeno ai Mondiali di Val-d'Isère 2009 è riuscito a tagliare il traguardo.

### Stagioni 2010-2017
Il 3 dicembre 2009 ha vinto a Val Thorens la sua prima gara in Coppa Europa e in seguito ha esordito ai Giochi olimpici invernali: a Vancouver 2010, sua unica presenza olimpica, si è classificato 15º. Ai Mondiali di Garmisch-Partenkirchen 2011 e di Schladming 2013 (suo congedo iridato) si è piazzato rispettivamente al 37º e al 18º posto.
Si è ritirato al termine della stagione 2016-2017; la sua ultima gara in Coppa del Mondo è stato lo slalom speciale disputato a Kranjska Gora il 5 marzo, non completato, mentre l'ultima gara in carriera è stato lo slalom speciale dei Campionati svizzeri 2017, il 9 aprile successivo a Davos, chiuso da Gini al 19º posto.

## Palmarès

### Coppa del Mondo
- Miglior piazzamento in classifica generale: 50º nel 2008 e nel 2011
- 1 podio:
  - 1 vittoria

#### Coppa del Mondo - vittorie
| Data             | Località  | Paese   | Specialità |
| ---------------- | --------- | ------- | ---------- |
| 11 novembre 2007 | Reiteralm | Austria | SL         |

Legenda:

SL = slalom speciale

#### Coppa del Mondo - gare a squadre
- 1 podio:
  - 1 secondo posto

### Coppa Europa
- Miglior piazzamento in classifica generale: 9º nel 2016
- 11 podi:
  - 4 vittorie
  - 4 secondi posti
  - 3 terzi posti

#### Coppa Europa - vittorie
| Data             | Località       | Paese   | Specialità |
| ---------------- | -------------- | ------- | ---------- |
| 3 dicembre 2009  | Val Thorens    | Francia | SL         |
| 2 dicembre 2010  | Åre            | Svezia  | SL         |
| 21 dicembre 2015 | Pozza di Fassa | Italia  | SL         |
| 3 gennaio 2016   | Val Cenis      | Francia | SL         |

Legenda:

SL = slalom speciale

### Nor-Am Cup
- Miglior piazzamento in classifica generale: 25º nel 2006
- 2 podi:
  - 1 vittoria
  - 1 secondo posto

#### Nor-Am Cup - vittorie
| Data          | Località | Paese  | Specialità |
| ------------- | -------- | ------ | ---------- |
| 16 marzo 2006 | Panorama | Canada | SL         |

Legenda:

SL = slalom speciale

### South American Cup
- Miglior piazzamento in classifica generale: 46º nel 2015
- 1 podio:
  - 1 terzo posto

### Australia New Zealand Cup
- Miglior piazzamento in classifica generale: 5º nel 2016
- 3 podi:
  - 1 secondo posto
  - 2 terzi posti

### Campionati svizzeri
- 11 medaglie[2]:
  - 7 ori (slalom speciale nel 2005; slalom gigante, slalom speciale nel 2006; slalom speciale nel 2007; supercombinata nel 2008; slalom speciale nel 2009; slalom speciale nel 2016)
  - 3 argenti (slalom gigante nel 2008; slalom speciale nel 2014; slalom speciale nel 2015)
  - 1 bronzo (slalom speciale nel 2008)